# Neoscorpis lithophilus
Neoscorpis lithophilus är en fiskart som först beskrevs av John Dow Fisher Gilchrist och Thompson, 1908.  Neoscorpis lithophilus ingår i släktet Neoscorpis och familjen Kyphosidae. Inga underarter finns listade i Catalogue of Life.